# Köprülü Fazıl Ahmed Pascha
Köprülü Fazıl Ahmed Pascha, född 1635, död 1676, var en osmansk storvesir.
Köprülu överträffade sin föregångare Köprülü Mehmed Pascha i sin inrikespolitiska gärning, men utrikespolitiskt hade han mindre framgång.